# 2 Большой Медведицы
2 Большой Медведицы (лат. 2 Ursae Majoris), A Большой Медведицы (лат. A Ursae Majoris), HD 72037 — звезда в созвездии Большой Медведицы на расстоянии приблизительно 150 световых лет (около 46 парсеков) от Солнца. Видимая звёздная величина звезды — +5,45m. Возраст звезды оценивается как около 770 млн лет.

## Характеристики
2 Большой Медведицы — белая Am-звезда спектрального класса A2m. Масса — около 1,8 солнечной, светимость — около 13 солнечных. Эффективная температура — около 7918 К.